# Stauropus sikkimensis
Stauropus sikkimensis là một loài bướm đêm trong họ Notodontidae. Nó được tìm thấy ở Nepal, Ấn Độ, Trung Hoa và Đài Loan.

## Phân loài
Loài này có các phân loài sau:
- Stauropus sikkimensis sikkimensis (Nepal, Himalaya: Sikkim)
- Stauropus sikkimensis khasianus Rothschild, 1917
- Stauropus sikkimensis lushanus Okano, 1960 (Đài Loan)
- Stauropus sikkimensis erdmanni Schintlmeister, 1989 (Trung Quốc: Vân Nam, Tứ Xuyên)